# Teletsunami

El tsunami del Océano Índico de 2004 fue un teletsunami.

Un teletsunami (también llamado tsunami oceánico, tsunami distante, tsunami de origen distante o tsunami transoceánico) es un tsunami que se origina en una fuente distante, definida como más de 1000 kilómetros (620 millas) desde el área de interés. También se definen así los tsunamis que tardan 3 horas o más de llegar desde su fuente de origen hasta las áreas de interés. Los teletsunamis muchas veces viajan a través de todo un océano. Todos los teletsunamis registrados hasta la fecha han sido generados por terremotos importantes como el terremoto de Lisboa de 1755, el terremoto de Valdivia de 1960, el terremoto de Alaska de 1964 y el Terremoto del océano Índico de 2004.

## Visión general
Los teletsunamis se pueden generar de varias formas, siendo las más comunes los terremotos con magnitudes superiores a 7,5. Los desplazamientos verticales en una falla de empuje son más propensos a producir un teletsunami que los terremotos causados por fallas de desplazamiento lateral. Debido a esto, las zonas de subducción, que ocurren cuando la corteza oceánica densa se sumerge debajo de la corteza continental menos densa, tienen un mayor riesgo de producir teletsunamis. La costa del Pacífico de América del Norte es un ejemplo de zona de subducción: incluye la zona de subducción de Cascadia, que se encuentra frente a las costas de Columbia Británica, Washington, Oregón y el norte de California. Las regiones alrededor de las islas Aleutianas y el golfo de Alaska también son capaces de producir grandes terremotos en alta mar y, por tanto, grandes tsunamis.
Los precursores naturales que pueden indicar el acercamiento de un teletsunami incluyen la retirada del mar en las costas, cuando el agua del océano retrocede muy por debajo de la marea baja. Si bien es posible que no siempre se produzca este fenómeno, su presencia se considera una señal de peligro inminente.

## Características
Las características generales de los teletsunamis son similares a las de los tsunamis locales. El intervalo entre oleadas puede oscilar entre 5 y 60 minutos, aunque suele ser de entre 10 y 30 minutos. La velocidad a la que viaja el teletsunami depende de la profundidad del agua, disminuyendo a medida que el agua se vuelve más superficial. En promedio, los tsunamis en el Océano Pacífico viajan a aproximadamente 773 km/h (480 mph); sin embargo, debido a la profundidad del océano, la altura puede ser solo de unos pocos pies. La baja amplitud, junto con la amplia longitud de onda, que se extiende aproximadamente de 80 a 240 kilómetros (50 a 149 millas), hace que las embarcaciones en aguas abiertas no se den cuenta del tsunami que pasa. En aguas poco profundas, los buzos atrapados en el tsunami del Océano Índico de 2004 fueron arrojados bajo el agua, pero los barcos que flotaban por encima no se vieron afectados y no notaron la ola al pasar.
Los teletsunamis generalmente consisten en una serie de olas en lugar de una sola. El número de olas puede variar, pero los datos han demostrado que normalmente hay entre dos y diez. La primera ola no suele ser la más grande. Durante el tsunami del Océano Índico de 2004, la segunda ola fue la más grande, y en el tsunami de Alaska de 1964, fue la cuarta. La retirada de la primera ola puede implicar falsamente que el tsunami ha "terminado", lo que puede llevar a la gente a regresar a la playa por curiosidad, solo para ser arrastrada por la próxima ola.
El agua de la costa suele retroceder antes de que llegue la primera ola del tsunami, y muchos testigos han informado de que las olas del teletsunami que se acercan crean un fuerte rugido similar al de un tren o un avión.

## Avisos y advertencias de tsunamis
Aunque los teletsunamis suelen ser generados por un gran terremoto, muchas de las áreas afectadas por el tsunami están demasiado lejos del epicentro del sismo para sentirlo (de ahí el prefijo tele-, o "distante", en "teletsunami"). Los teletsunamis son prácticamente indetectables para el ojo humano hasta que se acercan a la costa. Se han desarrollado varias organizaciones científicas para establecer un sistema de alerta de tsunamis, que proporcionen una advertencia suficiente de que un teletsunami se aproxima para iniciar los preparativos de emergencia y las evacuaciones.
El Centro de Alerta de Tsunamis del Pacífico (PTWC, por sus siglas en inglés) en Hawái proporciona advertencias para teletsunamis en el Pacífico a casi todos los países con costa en ese océano, incluidos los estados insulares.
El Centro Nacional de Alerta de Tsunamis (NTWC) en Palmer, Alaska, vigila los teletsunamis que se acercan a la costa oeste de los Estados Unidos y Canadá. Para evitar confusiones, el PTWC no emite alertas ni advertencias para la costa oeste a menos que el NTWC no lo haga.
Hay varias pautas establecidas por el NTWC para emitir alertas y advertencias de tsunami:
- Primero se emite un aviso si la hora de llegada de un teletsunami potencial es más de 2 horas desde la hora de la advertencia. En este caso, habría tiempo suficiente para verificar la existencia o inexistencia de un tsunami mediante boyas de la NOAA antes de que se emita un mensaje de advertencia o cancelación.
- Una alerta o advertencia de tsunami se emite de forma inmediata si se produce un terremoto de magnitud 7.5 o mayor en cualquier lugar de la Cuenca del Pacífico, según las circunstancias.
- Se emite una advertencia si el tsunami potencialmente resultante llega a la costa dentro de las 2 horas posteriores a la advertencia.

Por ejemplo, si ocurre un terremoto de 8.0 en las Islas Aleutianas, los estados de la costa oeste como Washington, Oregon y California recibirán primero una alerta de tsunami. Si se verifica el tsunami, seguiría una advertencia. Si no se observa ninguna ola, un mensaje de cancelación seguiría al aviso. Si ocurriera un terremoto de 8.0 en la costa oeste de los Estados Unidos, se emitiría una advertencia sin verificación de tsunami, ya que no habría tiempo suficiente para verificar primero una ola y luego realizar una evacuación de las áreas vulnerables.

## Documentaciones históricas
Se ha registrado que los teletsunamis destructivos ocurren una o dos veces por siglo. Uno de los teletsunamis más antiguos reportados fue en noviembre de 1755, cuando un gran terremoto conocido como el terremoto de Lisboa de 1755 (o el Gran terremoto de Lisboa) resultó en un teletsunami que devastó Lisboa, Portugal. El teletsunami cruzó el Atlántico y se notó en todo el Caribe oriental, desde Barbados hasta Antigua y tan al oeste como Cuba. La amplitud del tsunami se mantuvo entre 2 y 3 metros (6,6 a 9,8 pies) y las olas continuaron llegando durante muchas horas. No se registraron daños ni víctimas. Fuentes europeas también informaron que la zona de fractura de las Azores generó un segundo teletsunami en marzo de 1761 (terremoto de Portugal de 1761), pero no se hicieron observaciones locales confirmadas en el Caribe.
El teletsunami más reciente que provocó un gran número de víctimas se produjo en 2004 frente a la costa norte de Sumatra, Indonesia. Causado por un megaterremoto submarino, provocó casi 300.000 muertes en varios países a lo largo del Océano Índico.
Unos pocos teletsunamis destructivos son generados cada siglo por grandes terremotos alrededor de la Cuenca del Pacífico. Tales tsunamis pueden propagarse por todo el Pacífico en menos de 24 horas y causar una destrucción generalizada a lo largo de las costas ubicadas a miles de kilómetros de la fuente. El más reciente de estos fue generado por el terremoto de Japón de 2011, que aplastó a tres docenas de barcos en Santa Cruz, California.

### 1700: Japón
El tsunami que azotó Japón el 26 de enero de 1700 no se asoció con ningún terremoto en las costas del país, como la mayoría de los eventos en los registros históricos japoneses. Este evento se ha relacionado ahora con un poderoso terremoto en la zona de subducción de Cascadia.

### 1868: Océano Pacífico
Un tsunami provocado por el terremoto de Arica de 1868 causó daños importantes en Hawái y Nueva Zelanda, donde ocurrió una muerte, también se registró en Japón.

### 1946: Hawái
En 1946, luego de un gran terremoto en las Islas Aleutianas, un teletsunami que se originó en Alaska devastó Hilo, Hawái. Se observaron olas de 9,1 metros (30 pies) de altura en Hilo, y al menos 170 personas murieron. Como no se había emitido ninguna advertencia, las preocupaciones llevaron al establecimiento del Centro de Alerta de Tsunamis del Pacífico en Ewa Beach, Hawái. El tsunami también se observó en California, pero no se reportaron víctimas y los daños fueron leves, limitados principalmente a embarcaciones personales en los puertos.

### 1960: Océano Pacífico
En 1960, un teletsunami generado cerca de la costa de Chile devastó nuevamente a Hilo, provocando 61 muertes. El terremoto responsable fue el terremoto más grande jamás registrado, con una magnitud de 9,5 que provocó olas de 11 metros (35 pies) de altura en Hilo. Se emitió una advertencia de tsunami en Hilo de antemano que predijo correctamente la hora de llegada del tsunami, aunque no proporcionó tiempo suficiente para que la mayoría de los residentes evacuaran. El tsunami también afectó a Japón y mató a 138 personas, mientras que en Filipinas perecieron 32 personas.

### 1964: Costa del oeste de América del Norte
En 1964, se originó un gran tsunami como resultado del terremoto de 9.2 en el golfo de Alaska. Como resultado, California observó olas de 6,1 a 7,6 metros (20 a 25 pies) y algunas regiones sufrieron graves daños por las inundaciones, lo que provocó 11 muertes. Otras regiones como Alaska, Columbia Británica, Washington, Oregón y Hawái también se vieron afectadas por el teletsunami en diversos grados.

### 2004: Océano Índico
El tsunami del Océano Índico de 2004 causó aproximadamente 300.000 muertes, la mayoría de las cuales ocurrieron en Indonesia. El teletsunami fue generado por el terremoto de 9.1 en la costa norte de Sumatra y también afectó fuertemente a Tailandia, Malasia, Myanmar, Sri Lanka, India y Somalia. Fue el primer teletsunami en tener una extensa evidencia en video.